# Eurotopics

Logo von eurotopics

eurotopics (eigene Schreibweise: euro|topics) ist eine europäische Presseschau, die von der Bundeszentrale für politische Bildung (bpb) herausgegeben wird. Die Online-Plattform bietet einen Überblick über die Debatten, die in Europas Medien geführt werden.
Ziel der Presseschau ist es, die Vielfalt der Meinungen in Europa widerzuspiegeln und Brücken in andere Medienwelten zu schlagen. Debatten sollen aus ihren nationalen Zusammenhängen herausgeholt und der Diskurs über Länder- und Sprachgrenzen hinweg gefördert werden.
Für die Presseschau beobachten Korrespondentinnen und Korrespondenten die Print- und Onlinemedien aller EU-Länder, sowie Großbritanniens, Russlands, der Schweiz, der Türkei und der Ukraine und übersetzen Zitate aus Meinungsbeiträgen des gesamten politischen Spektrums.
Die Presseschau erscheint von Montag bis Freitag in den Sprachen Deutsch, Englisch, Französisch, Türkisch und Russisch. Das kostenlose Angebot erscheint online und als E-Mail-Newsletter.
Eine Datenbank bietet Informationen zu mehr als 500 Print- und Onlinemedien aus über 30 Ländern mit Angaben über das politische Profil, den Herausgeber oder Verlag und die Auflagenzahlen. Sie enthält zudem eine ausführliche Beschreibung der Medienlandschaften in Europa.
Im Jahr 2009 war euro|topics in der Kategorie Information für den Grimme Online Award nominiert.
Seit Mai 2008 produziert das Journalisten-Netzwerk n-ost (Berlin) das euro|topics-Angebot. Von Ende 2005 bis April 2008 wurde die Presseschau von der Perlentaucher Medien GmbH (Berlin) in Zusammenarbeit mit Courrier International (Paris) erstellt.